# Hiro H1H
Le Hiro Type 15 ou H1H est un hydravion bimoteur de reconnaissance, dérive du Felixstowe F.5. C’est le premier hydravion à coque japonais produit en série.

## Origine
En 1926 la Marine impériale japonaise lança le développement d’un hydravion de grande reconnaissance destiné à remplacer ses Felixstowe F.5 entrés en service cinq ans plus tôt. Le Lt Yoshio Hashiguchi fut chargé de développer cet appareil, qui devait être construit par l’Arsenal naval de Hiro (Hiro Kaigun Kosho) et intégrer l’expérience acquise avec les F.5 mais aussi des données techniques obtenues chez Short Brothers, en Grande-Bretagne. 
Équipé de deux moteurs Lorraine 1 de 400 ch, le premier prototype fut achevé à l’automne 1927. Il avait une coque en bois très proche de celle du F.5, mais une cellule biplan originale. S’il nécessita quelques modifications, qui seront introduites sur les prototypes suivants, il était globalement stable, facile à piloter et surtout offrait des performances suffisantes pour que la production soit lancée dès 1927 chez Aichi, puis en février 1929 chez Hiro, donc à la suite de la production sous licence des F.5. 

## Les versions
- Type 15-1 (H1H1) : Accepté en février 1929 par la Marine impériale, le premier modèle de série avait 2 moteurs Lorraine de 450 ch entraînant des hélices bipales en bois et des ailerons compensés par des plans additionnels déportés. En cours de production Hiro comme Aichi introduisit des ailerons compensés par surfaces débordantes ainsi que des surfaces verticales additionnelles en bout de stabilisateur et des flotteurs de stabilisation métalliques.

- Type 15 Kai-1 (H1H2) : Modèle expérimental réalisé par Yokosuka avec une coque métallique, le dessin étant inchangé mais des raidisseurs externes similaires à ceux employés chez Dornier étaient utilisés. Les petites dérives additionnelles étaient supprimées, la surface de compensation aérodynamique de la gouverne de direction étant augmentée. Cet appareil fut livré à la Marine Impériale en 1930. Développé simultanément, un second prototype se distinguait par des moteurs BMW III entraînant des hélices quadripales et un dessin sensiblement modifié de la coque. Mais ce prototype accusait une augmentation de la masse à vide de 10 % et fut rapidement abandonné.

- Type 15-2 (H1H3) : Avec la voilure et les empennages des derniers H1H1, mais des moteurs Lorraine 3 de 450 ch entraînant des hélices quadripales en bois, ce modèle fut construit uniquement à Aichi et affichait 600 kg de moins sur la balance.

## Production
Au total 65 appareils ont été construits, dont 45 par Aichi Tokei Denki KK.

## Utilisation
Équipement de base de la Marine impériale japonaise jusqu'au milieu des années 1930, le Type 15 fit preuve de ses qualités quand une formation de 4 appareils [Yo-56, 57, 58 et 59] effectua un raid de 4 700 km dans le Pacifique entre les 20 et 25 mai 1929 : Yokosuka, Chichi-jima (Îles Bonin), Maug (Îles Mariannes), Saipan (Îles Mariannes) et retour. La formation était commandée par les lt. Yoshiaki Itoh et Iwao Minematsu.